# Lehnhofsiedlung
Die Lehnhofsiedlung ist eine Wohnhausgruppe in Bremen-Burglesum im Ortsteil St. Magnus, Am Lehnhof 1–13 und Eichenhof 13.
1973 wurde die Lehnhofsiedlung unter Denkmalschutz gestellt; die Grundstücke als Ensemble und die Gebäude – außer Am Lehnhof 11 – als Einzeldenkmale. Das Wohnhaus Eichenhof 13 wurde 2025 als Bestandteil der Denkmalgruppe geschützt. Der Teil des Grundstücks Am Lehnhof 11, auf dem das Wohnhaus steht, liegt in Niedersachsen und wurde dort als Gruppe baulicher Anlagen mit dem Wohnhaus als Einzeldenkmal unter Denkmalschutz gestellt.

## Geschichte
Von 1950 bis 1951 entstand die Lehnhofsiedlung westlich des heutigen Friedehorstparks nach Plänen des Architekten Eberhard Gildemeister (1897–1978). Die individuellen Wohnhäuser und Villen entsprechen dem Landhausstil der 1920/30er Jahre, als Nachfolge der Reformarchitektur vom Anfang des 20. Jahrhunderts. Die eingeschossigen Wohnhäuser mit reetgedeckten Walmdächer sind zurückhaltend mit Schleppgauben oder Dachfenster versehen. Weiß geschlämmtes Ziegelmauerwerk, mächtige Kamine und zierliche Fenstersprossen prägen zudem die Lehnhofsiedlung.
Gildemeister entwarf in Bremen eine Reihe von Gebäuden wie das Haus des Reichs, Sparkasse am Markt, die neue Rembertikirche oder die St. Magni-Kirche in St. Magnus, die inzwischen fast alle unter Denkmalschutz stehen.
Straße Am Lehnhof: Benannt zu Erinnerung an ein altes Lehnsgut. Den Lehnhof richtete 1857 der Generalkonsul und Senator Dr. Theodor Lürman (1816–1889) als Landsitz ein und umgab ihn mit einer weiträumigen Parkanlage im landschaftlichen Stil, von dem ein Teil im heutigen Friedehorstpark erhalten ist. Das ursprüngliche Landhaus im Schweizerhausstil wurde 1904 abgerissen, ebenso wie der neubarocke Nachfolgebau in den 1930er Jahren.

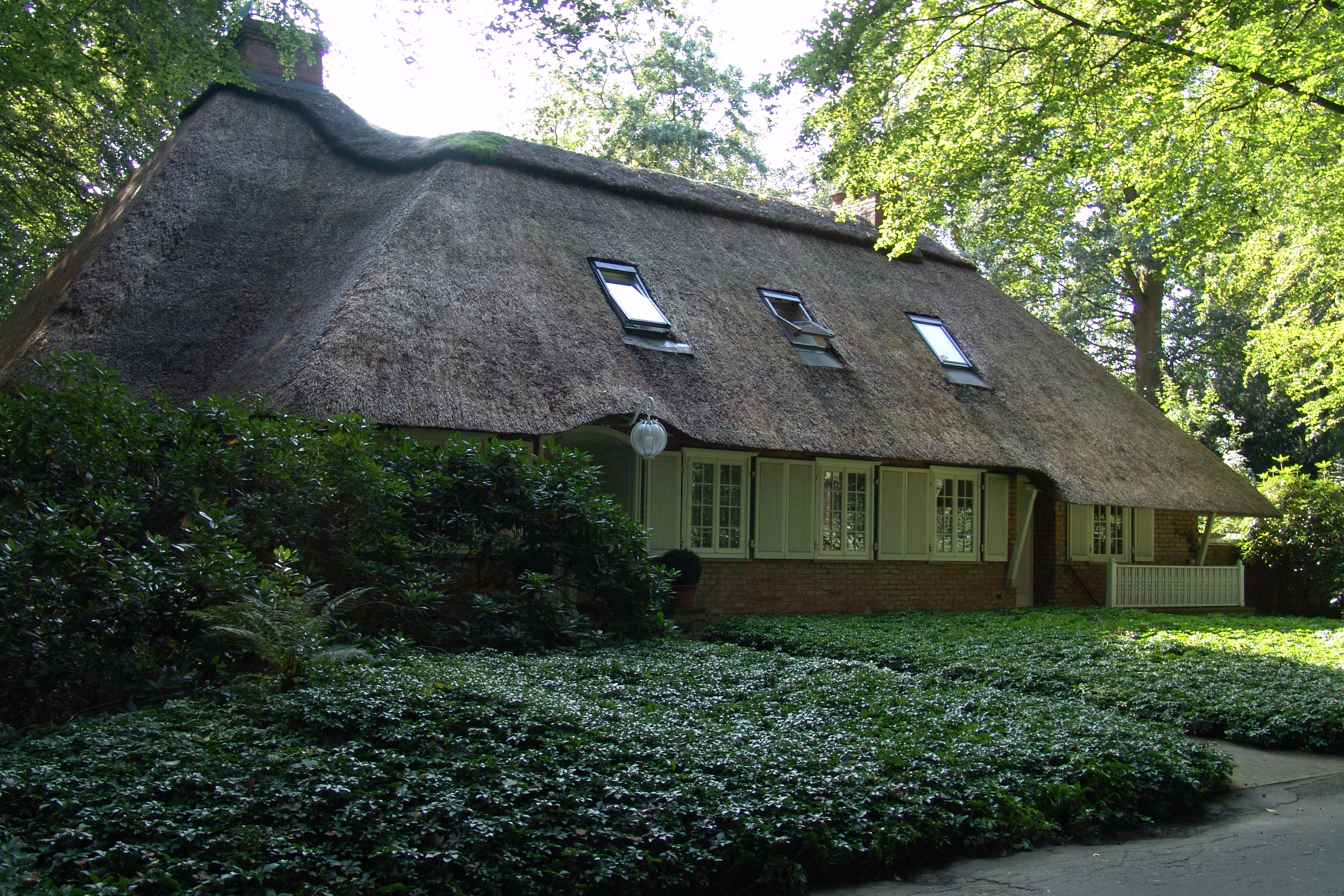
Lehnhof 1
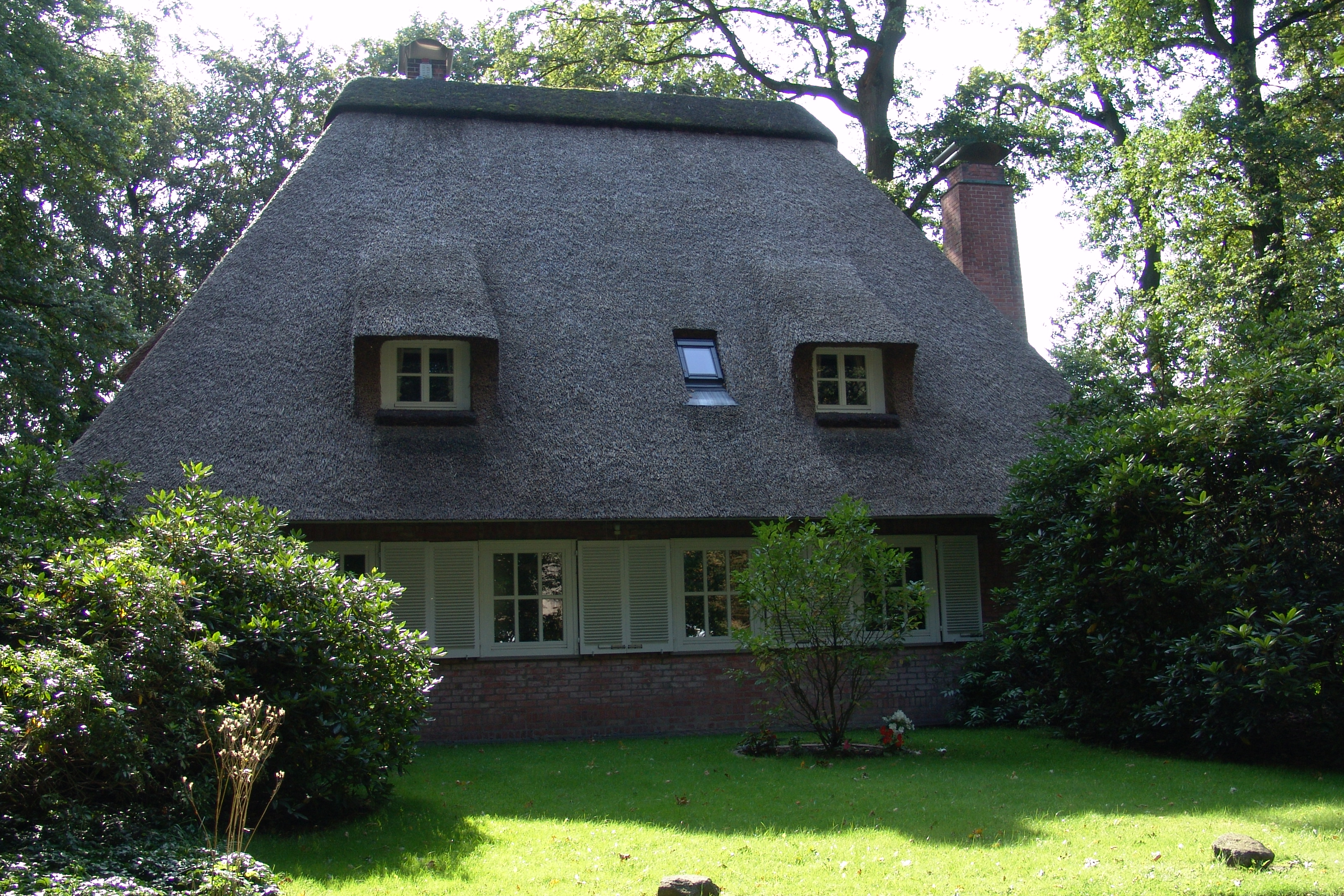
Lehnhof 2
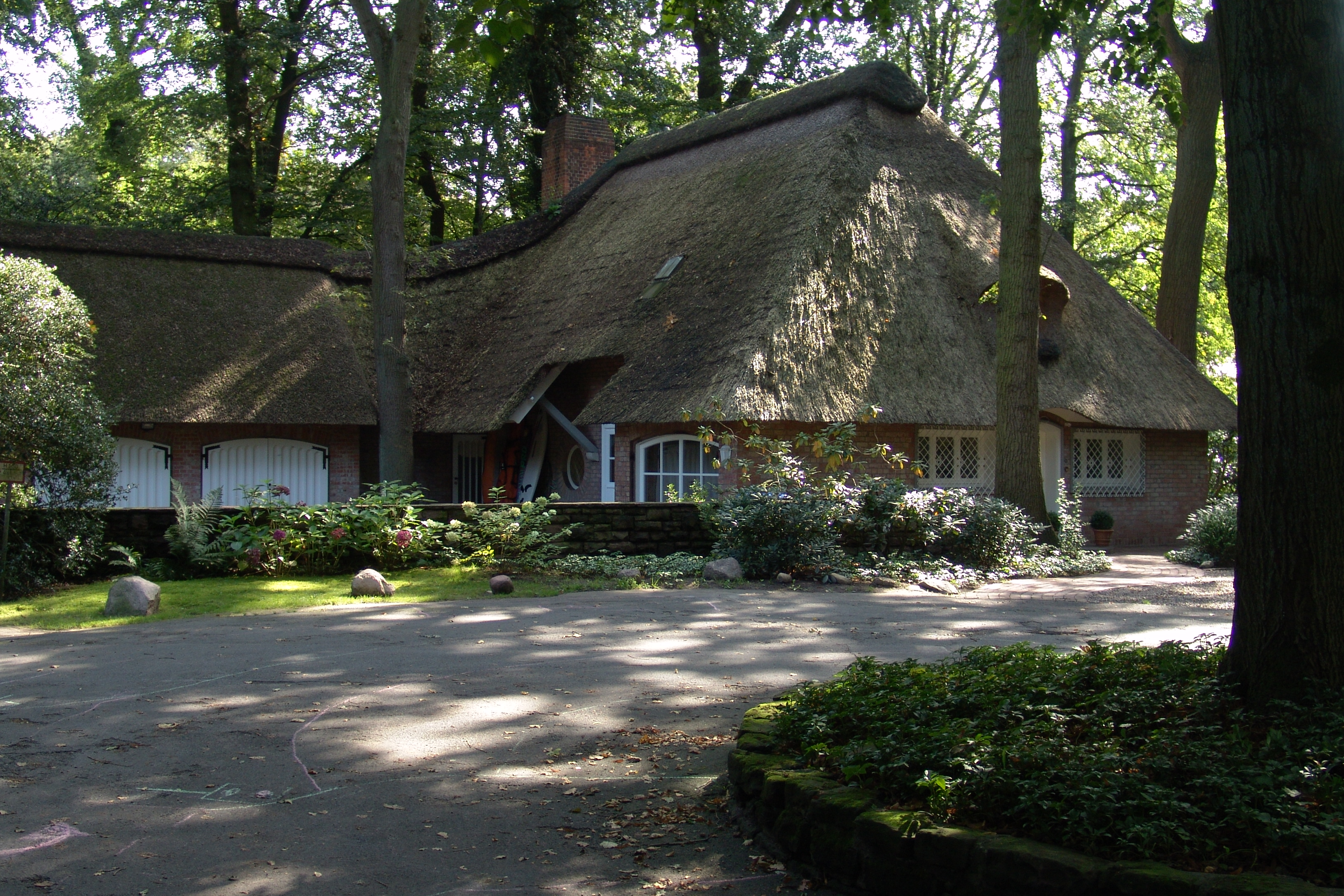
Lehnhof 6
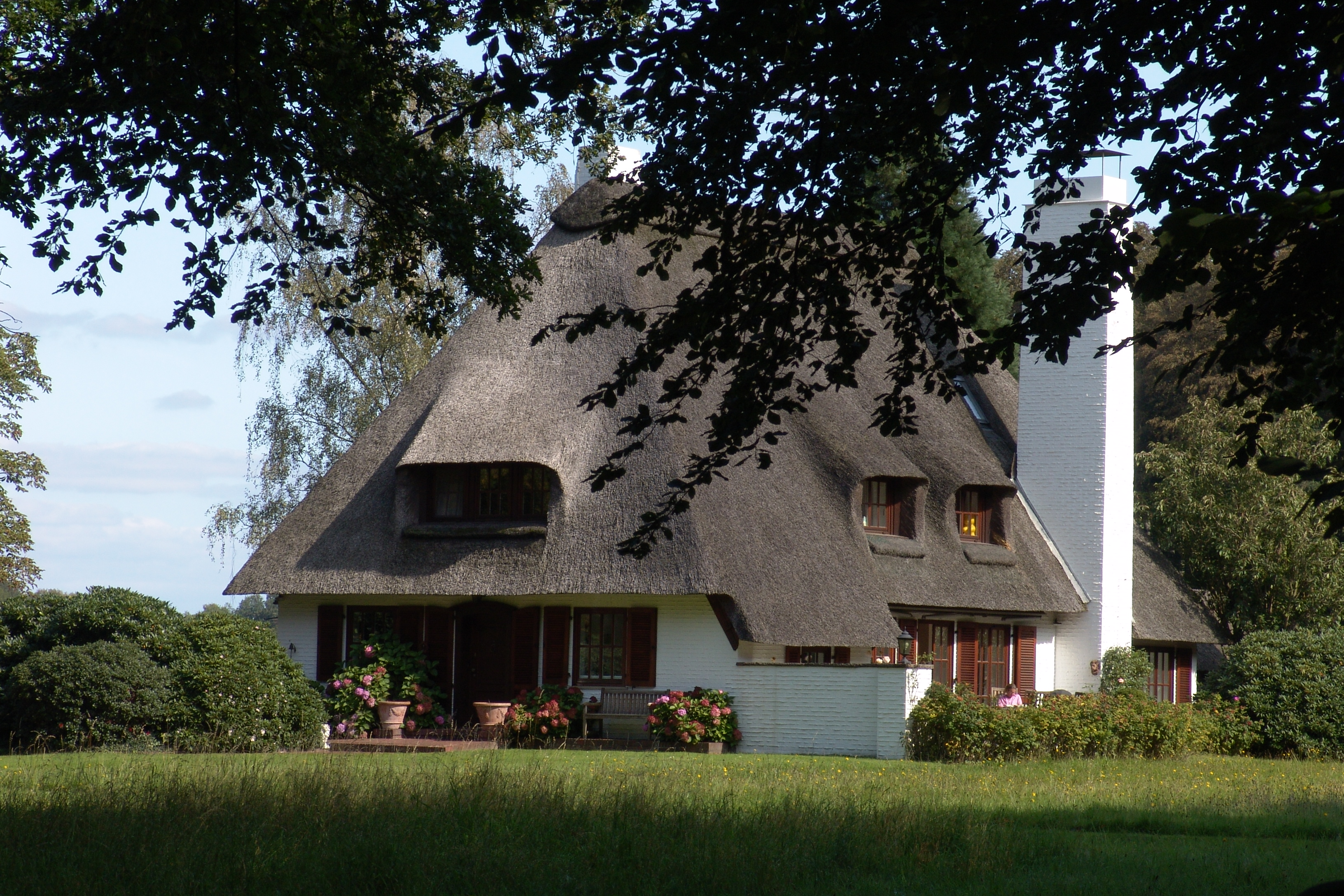
Lehnhof 10
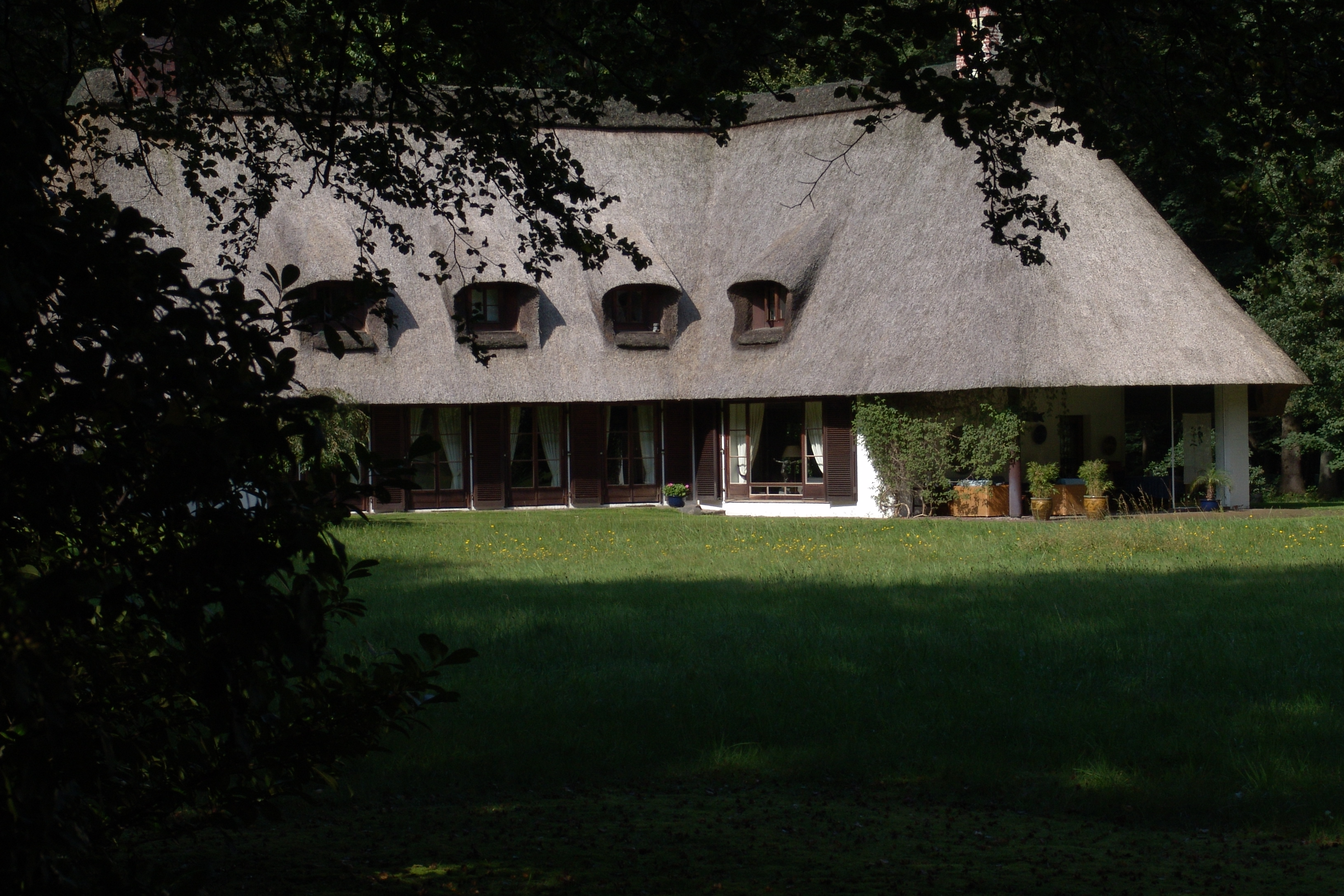
Lehnhof 12
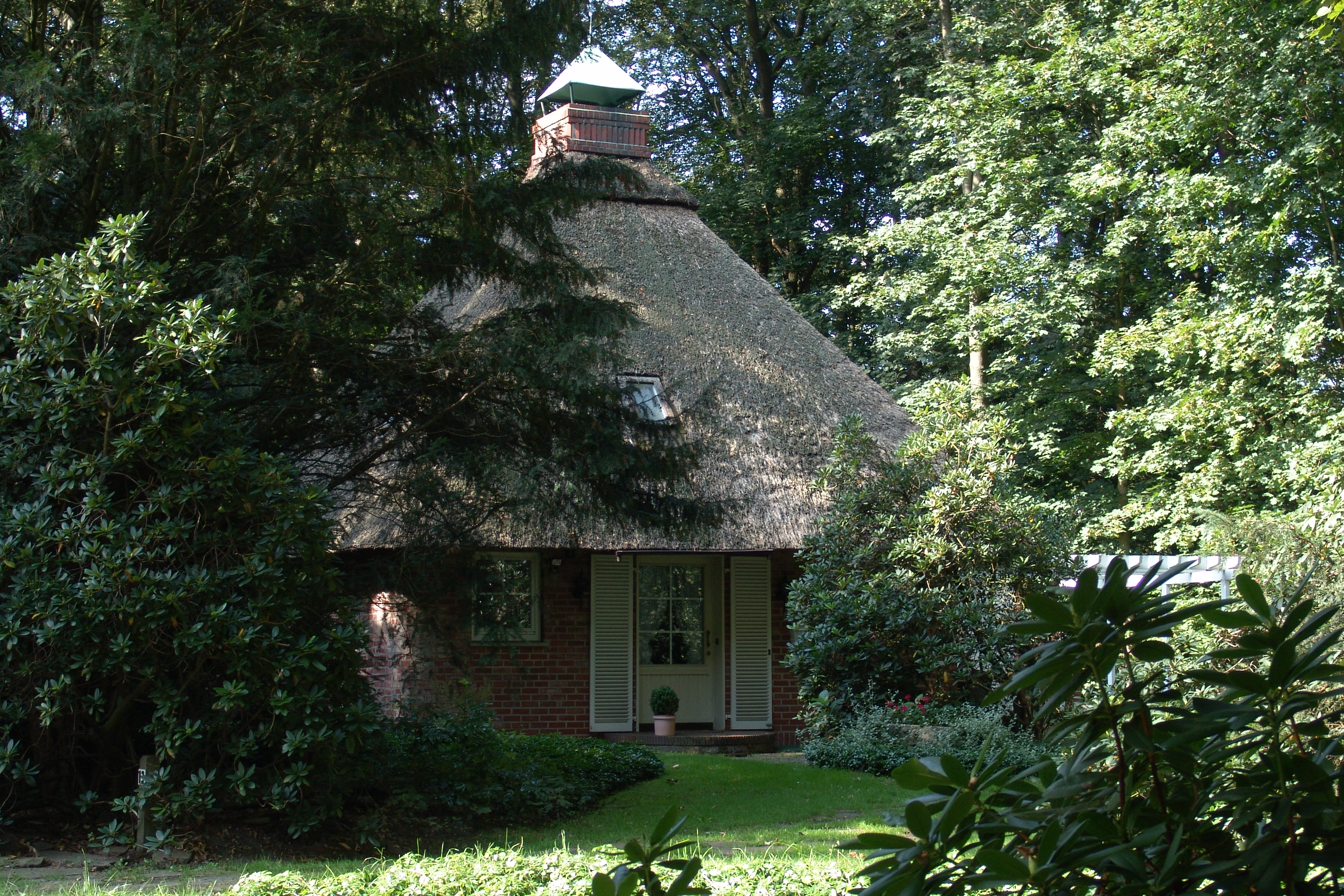
Lehnhof 13